# 2018 في الإكوادور
فيما يلي قوائم الأحداث التي وقعت خلال عام 2018 في الإكوادور.

## سياسة

### انتهاء فترة المنصب
- 11 يونيو – ماريا فرناندا اسبينوزا Minister of Foreign Affairs of Ecuador ‏.
- 31 أغسطس – خوسيه فراسيسكو ثيفايوس حاكم غاياس [الإنجليزية]‏.

## رياضة
- 1 يناير – الدوري الإكوادوري لكرة القدم 2018 الفائز إل. دي. يو. كيتو.

## وفيات

### يناير
- 26 يناير – خوسيه جبريل دياز كويفا (مواليد 1925) كهنوت إكوادوري.